# Euplectes aureus
El obispo dorado (Euplectes aureus) es una especie de ave paseriforme de la familia Ploceidae endémica del oeste de Angola. Ha sido introducido en la isla de Santo Tomé.